# كارل فريدريش كورتس
كارل فريدريش كورتس (بالألمانية: Karl Friedrich Kurz) (و. 1878 – 1962 م) هو مؤلف، وكاتب ألماني، ولد في فرايبورغ، توفي في النرويج، عن عمر يناهز 84 عاماً.